# Room (Myagdi)
Room – gaun wikas samiti w zachodniej części Nepalu w strefie Dhawalagiri w dystrykcie Myagdi. Według nepalskiego spisu powszechnego z 2001 roku liczył on 1048 gospodarstw domowych i 5694 mieszkańców (2908 kobiet i 2786 mężczyzn).